# Dumitru Prunariu
Dumitru Dorin Prunariu (* 27. září 1952 Brašov) je bývalý  rumunský kosmonaut, který se v roce 1981 zúčastnil letu do vesmíru v rámci programu Interkosmos.

## Život

### Mládí a výcvik
Učil se velmi dobře už na základní a střední škole. V roce 1971 se dostal na leteckou fakultu polytechnického institutu v Bukurešti a souběžně se studiem i létal v místním leteckém klubu. Po studiích se vrátil domů, do Brašova, do letecké továrny. Půl roku poté byl povolán do armády a zanedlouho se ocitl ve výběru budoucích kosmonautů na lékařských testech v Moskvě. I se svým náhradníkem Dumitrem Dediu v březnu 1978 nastoupil do Hvězdného městečka u Bajkonuru.

### Let do vesmíru
Letěl pouze jednou, ve dvoučlenné posádce spolu s velitelem lodě Sojuz 40 Leonidem Popovem. Brzy po startu z kosmodromu Bajkonur se připojili k orbitální stanicí Saljut 6, kde strávili několik dní. Po 188 hodinách ve vesmíru v pořádku přistáli na území Kazašské SSR. Je zaregistrován jako 103. člověk ve vesmíru.

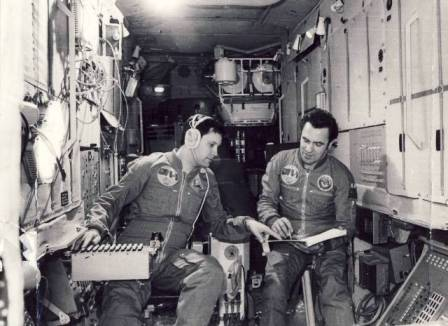
Dumitru Prunariu a Leonid Popov ve vesmíru.

- Sojuz 40 (14. května 1981 – 22. května 1981)

### Po letu
Po svém letu ze střediska kosmonautů odešel. Nejdříve pracoval ve funkci generálního inspektora vojenského letectva. Od roku 1992 byl členem rady rumunské kosmické agentury Agentia Spatiala Româna, kterou od roku 1998 řídil. Byl jmenován ředitelem Rumunského národního kosmického programu v Bukurešti. V roce 2004 byl rumunským prezidentem pověřen funkcí velvyslance Rumunska v Moskvě.
Je členem Mezinárodní asociace účastníků kosmických letů (ASE – Association of Space Explorers), zúčastňuje se mezinárodních kongresů účastníků kosmických letů (např. v roce 2007 se zúčastnil XX. planetárního kongresu ASE ve skotském Edinburghu, v roce 2009 byl účastníkem XXII. planetárního kongresu v Praze).